# Batti i pugni/Sick and tired
Batti i pugni/Sick and Tired è un singolo discografico dei New Dada pubblicato in Italia nel 1966.

## Tracce
1. Batti i pugni (Federico Monti Arduini e Valerio Vancheri)
2. Sick and Tired (testo: Ermanno Parazzini – musica: Chris Kenner e Dave Bartholomew)